# Villalobos (Espagne)
Pour les articles homonymes, voir Villalobos.
Villalobos est une municipalité espagnole de la communauté autonome de Castille-et-León et de la province de Zamora. En 2015, elle compte 261 habitants.

## Géographie
Villalobos est intégrée à la région Tierra de Campos de la province de Zamora, située à 61 kilomètres de la capitale provinciale. La route du Nord-Ouest traverse la zone municipale au kilomètre 247.
La ville est située au cœur de Tierra de Campos, partageant les caractéristiques générales des autres villes des environs, même si elle possède des différences qui la rendent unique. Le centre-ville est situé dans une vallée abritée traversée par un modeste ruisseau. La combinaison des éléments ci-dessus, ainsi que la fertilité de ses sols, permettent l'existence d'avenues verdoyantes qui adoucissent le paysage et la différencient des autres villes de Terracampina. La ville s'élève à 715 mètres au-dessus du niveau de la mer, le point culminant dépasse 750 mètres d’altitude.